# Ganwar, Jevargi
Ganwar là một làng thuộc tehsil Jevargi, huyện Gulbarga, bang Karnataka, Ấn Độ.